# Roughnecks: Starship Troopers Chronicles
Roughnecks: Starship Troopers Chronicles è una serie televisiva animata in computer graphic, basato sia sul romanzo Fanteria dello spazio di Robert A. Heinlein che sul film Starship Troopers del 1997 diretto da Paul Verhoeven, che ha lavorato in questa serie in veste di produttore esecutivo. La serie segue le vicende dello squadrone di fanteria mobile "Razak's Roughnecks", durante la guerra fra la razza umana ed una forma di vita extraterestre ostile.
La serie è andata in onda per una sola stagione sulla BKN da agosto 1999, ed in syndication negli Stati Uniti ed in Canada. Successivamente la serie è stata rilevata da Sci Fi Channel negli Stati Uniti e da Teletoon in Canada. L'intera serie è inoltre disponibile in streaming su Netflix e Crackle negli Stati Uniti.